# Angelo Moro Lin
Angelo Moro Lin, oppure Angelo Moro-Lin (Venezia, 2 dicembre 1831 – Venezia, 9 febbraio 1899), è stato un attore teatrale e drammaturgo italiano.

## Biografia
Angelo Moro Lin nacque a Venezia nel 1831, in una famiglia nobile decaduta.
Da giovane effettuò studi teologici, poi si unì alla Guardia Nazionale nel 1848, prima di intraprendere l'attività di mediatore di grano e di beni coloniali.
Dopo di che si allontanò dalla famiglia per avvicinarsi al mondo del teatro, inizialmente nel ruolo di suggeritore nella compagnia Copellotti-Petrocchi, e successivamente come generico e segretario in compagnie importanti,tra le quali la Compagnia Lombarda di Zamarini e Aliprandi e  quelle di Aliprandi, Rossi, Bonazzi e Giovanni Toselli.
Dopo il matrimonio con l'attrice Marianna Torta (1840-1879), già primattrice della compagnia piemontese di Giovanni Toselli, Moro Lin decise di formare la prima compagnia a repertorio dialettale veneto, nel 1870.
Fu il promotore della rinascita del glorioso Teatro di San Luca, in seguito, nel 1875, intitolato a Carlo Goldoni.
Ad Angelo Moro Lin, capocomico, attore e drammaturgo, si deve la nascita del moderno teatro veneziano, e anche se la sua compagnia era carente di mezzi, brillava di spirito d'iniziativa e di idee, e quindi mise in scena con buon successo e consensi, in tutta Italia, oltre a lavori di Goldoni, una serie di opere moderne scritte per lui da Riccardo Selvatico (La bozzeta de l'ogio, I recìni da festa), da Giacinto Gallina (Le barufe in famegia, Una famegia in rovina, El moroso de la nona, Zente refada, Mia fia), da Ernesto Maria de Biasio (Prima el sindaco e po' el piovan).
Si dimostrò un attore brillante e assieme alla moglie, anche lei ottima interprete in veneziano, presentò con acutezza le figure di borghesucci, popolani e gondolieri, rimaste esemplari nel tempo.
Tra le sue opere principali si può menzionare Le memorie di sior Anzolo Morolin, che la Gazzetta di Venezia pubblicò a puntate tra il 1915 e il 1916.
Il libro autobiografico si caratterizzò per memorie dense e sapide, che esprimono e trasmettono al lettore, tutta l'atmosfera di quella vita di palcoscenico che fu per sempre la sua.
Scrisse lo studioso della drammaturgia veneziana, Carmelo Alberti, che: «Moro Lin non esita a coinvolgere nella sua operazione di promozione della teatralità regionale alcuni giovani commediografi: è un'operazione raffinata che presume una condivisione effettiva tra ogni autore del testo commissionato e gli artefici della rappresentazione».
Le sue memorie sono dunque un lungo viaggio attraverso la realizzazione di un teatro veneto, fino all'ultimo atto, con lo scioglimento, tra il 1880 e 1883, della sua Compagnia Veneziana, dovuto probabilmente alla morte prematura della moglie, che segnò l'inizio del declino dell'arte di Moro Lin.